# Микрофтальм
Микрофтальм (также микрофтальмия) — врождённый порок развития глаза, при котором одно или оба глазных яблока уменьшены в размере. Отличается от анофтальма, при котором один или оба глаза отсутствуют.
Нанофтальм — форма микрофтальма, которая характеризуется уменьшением размеров глазного яблока, большой толщиной склеральной капсулы, выраженной гиперметропией, высоким риском появления закрытоугольной глаукомы.

## Описание
Обычно наблюдается одностороннее поражение глаза, двустороннее реже. Глазное яблоко уменьшено в размере, при этом длина его переднезадней оси не превышает 21 мм у взрослого и 19 мм у ребёнка. Помимо этого, заболевание характеризуется снижением остроты зрения (зависит от выраженности самого заболевания и наличия сопутствующей патологии), повышенной слезоточивостью, асимметрией лица, а также дискомфортом. При образовании кист в глазничной полости наблюдается болевой синдром.

## Причины
Микрофтальм может быть обусловлен генетической патологией или развиваться изолировано. Среди провоцирующих возникновение заболевания причин можно отметить внутриутробное инфицирование токсоплазмозом, краснухой, герпесом, а также синдром амниотических перетяжек, тератогенное действие (ионизирующее излучение, курение, употребление алкоголя, наркотиков, лекарственных средств).

## Диагностика
Диагностика может включать наружный осмотр, биомикроскопию, визометрию, рефрактометрию, ультразвуковое исследование, компьютерную томографию. Дополнительно может проводиться ДНК-анализ.

## Лечение
Может применяться хирургическая коррекция.

## Распространённость
Заболевание встречается от 1 до 2,1 случаев на 10 000 человек. Среди общего числа поражений глаз составляет 0,4 %.